# Albuñol
Albuñol es una localidad y municipio español situado en el extremo oriental de la comarca de la Costa Granadina, en la provincia de Granada, comunidad autónoma de Andalucía. Se encuentra a orillas del mar Mediterráneo y limita con los municipios granadinos de Sorvilán, Albondón, Murtas y Turón, y con el municipio almeriense de Adra. Por su término discurren las ramblas del Tranco y de Huarea.
El municipio albuñolense comprende los núcleos de población de Albuñol —capital municipal—, La Rábita, El Pozuelo, Los Castillas, La Ermita y Los Chaulines.

## Símbolos
Albuñol cuenta con un escudo y bandera adoptados oficialmente el 17 de diciembre de 2007.

### Escudo
Su descripción heráldica es la siguiente:

Escudo cortado-recortado. 1.º cuartelado en cruz. 1.º y 3.º de gules (rojo) castillo de oro (amarillo) mazonado de sable (negro) y aclarado de azur (azul). 2.º y 4.º de oro tres bastos de gules puestos en faja, el central contrapuesto. 2.º de plata (blanco) busto de morisco al natural vestido de gules con turbante de sinople (verde). Al timbre corona real cerrada.

### Bandera
La enseña del municipio tiene la siguiente descripción:

Bandera rectangular de proporciones 2:3, formada por un paño rojo con una torre amarilla mazonada de negro y aclarada de rojo, con un triángulo isósceles al asta blanco con tres franjas ondadas azules.

## Historia

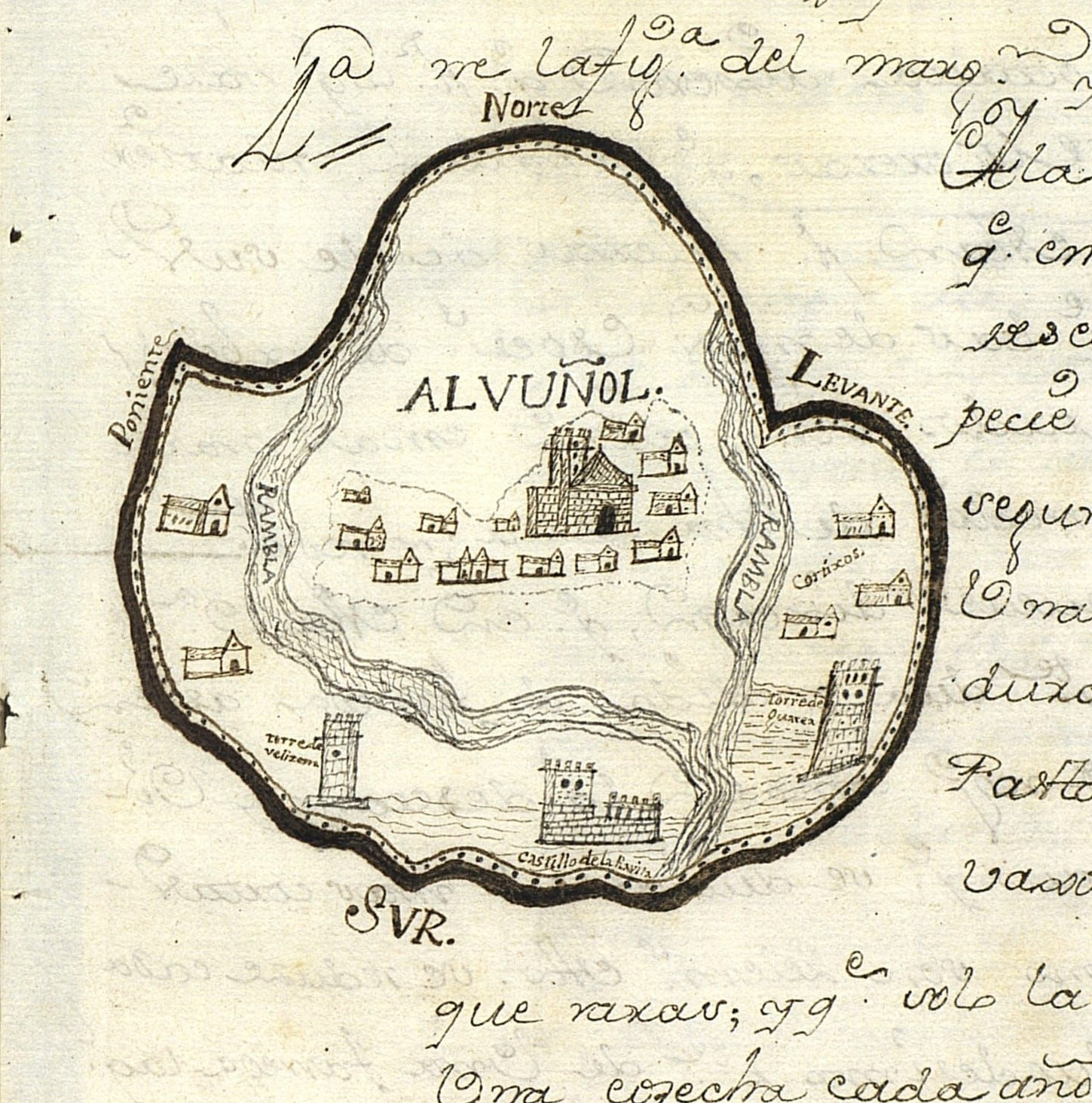
Mapa del pueblo y su costa entre 1751 y 1752, obtenido del catastro del marqués de la Ensenada

La historia de esta población se remonta al Neolítico, como lo atestiguan los restos arqueológicos encontrados en la cueva de los Murciélagos. Se trata de varios esqueletos con su ajuar funerario y restos de la indumentaria con la que estaban amortajados. Estos restos se conservaron durante un tiempo en el Museo Arqueológico Nacional y posteriormente se cedieron en parte al Museo Arqueológico de Granada. En cualquier caso, sólo se conoce documentación escrita de Albuñol a partir del siglo XV.
Este municipio es de probable origen romano y alcanzó su máximo esplendor en la época árabe gracias a sus recursos agrícolas. Albuñol se convirtió en la capital del Gran Çehel o «Gran Costa» y estaba defendida por la fortaleza de La Rábita, hoy desaparecida. En el año 1505 Luis Zapata adquiere el Señorío de Albuñol a la reina Juana I de Castilla, hija de los Reyes Católicos, recibiendo así el título de ciudad. En los primeros años del siglo XVII sufrió una gran despoblación con la expulsión de los moriscos, a raíz de la sublevación de Abén Humeya, siendo repoblado más tarde con castellanos, gallegos y leoneses, pasando a pertenecer al Señorío del conde de Cifuentes. A finales del siglo XIX y principios del XX, también fue muy nombrada esta localidad, debido a un destacado político llamado Natalio Rivas, que fue varias veces ministro, además de hijo ilustre de la villa y diputado a Cortes.
Durante la guerra civil española, tras la caída de Málaga, en febrero de 1937, las tropas sublevadas fijaron el nuevo frente en el eje Albuñol-Adra. Franco ordenó a Queipo no seguir avanzando hasta Almería.

## Geografía

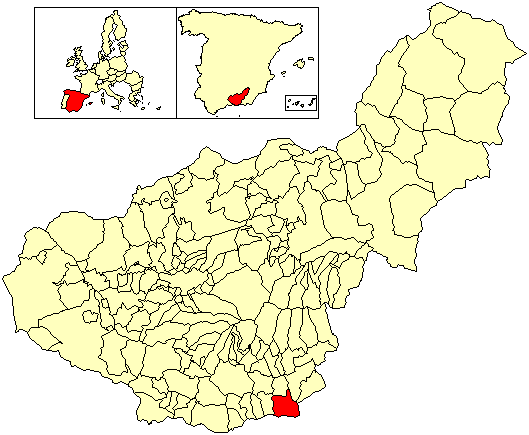
Extensión del municipio en la provincia de Granada

### Situación
Integrado en la comarca de la Costa Granadina, se encuentra situado a 102 kilómetros de la capital provincial. El término municipal está atravesado por la autovía A-7 y por la N-340 o carretera del Mediterráneo, entre las ciudades de Motril y Almería.
El relieve del municipio es el típico de esta zona de la costa, caracterizado por un descenso brusco y abrupto desde la sierra de la Contraviesa hasta el mar Mediterráneo, por lo que abundan los barrancos y las ramblas, como la del Tranco, la de las Angosturas o la de Huarea. La altitud oscila entre los 950 m, en el límite nororiental, hasta el nivel del mar en La Rábita. El pueblo se alza a 244 m sobre el nivel del mar, entre dos ramblas y al pie del cerro de las Yeseras.
| Noroeste: Sorvilán y Albondón | Norte: Albondón       | Nordeste: Murtas                |
| Oeste: Sorvilán               |                       | Este: Murtas, Turón y Adra (AL) |
| Suroeste: Mar Mediterráneo    | Sur: Mar Mediterráneo | Sureste: Mar Mediterráneo       |

### Playas
Albuñol cuenta con siete playas, que de oeste a este son: El Gaiterillo, El Cuervo, Cala Chilches (o Cala Chílchez), El Ruso, La Playiya, La Rábita y El Pozuelo.

## Demografía
Cuenta con una población de 7357 habitantes (INE 2024), que se distribuyen de la siguiente manera:
| Unidad poblacional | Hab. |
| ------------------ | ---- |
| Albuñol            | 4015 |
| La Rábita          | 2112 |
| El Pozuelo         | 680  |
| Los Castillas      | 534  |
| La Ermita          | 27   |
| Los Chaulines      | 23   |
| Total              | 7391 |

### Evolución de la población
| Gráfica de evolución demográfica de Albuñol entre 1842 y 2021                                                       |
| |
| Población de derecho según los censos de población del INE Población de hecho según los censos de población del INE |

| Nacionalidad | Hombres | Mujeres | Total | %      | Proporción |
| ------------ | ------- | ------- | ----- | ------ | ---------- |
| Española     | 2497    | 2408    | 4905  | 66.1 % |            |
| Extranjera   | 1621    | 894     | 2515  | 33.8 % |            |

## Economía

### Evolución de la deuda viva municipal
| Gráfica de evolución de la deuda viva del Ayuntamiento de Albuñol entre 2008 y 2019                                |
| |
| Deuda viva del Ayuntamiento de Albuñol en miles de euros según datos del Ministerio de Hacienda y Función Pública. |

## Administración y política
Los resultados en Albuñol de las últimas elecciones municipales, celebradas en mayo de 2023, son:
| Elecciones Municipales - Albuñol (2023) | Elecciones Municipales - Albuñol (2023)  | Elecciones Municipales - Albuñol (2023) | Elecciones Municipales - Albuñol (2023) | Elecciones Municipales - Albuñol (2023) |
| Partido político                        | Partido político                         | Votos                                   | Votos                                   | Concejales                              |
| --------------------------------------- | ---------------------------------------- | --------------------------------------- | --------------------------------------- | --------------------------------------- |
|                                         | Partido Socialista Obrero Español (PSOE) | 1710                                    | 56,79 %                                 | 8                                       |
|                                         | Partido Popular (PP)                     | 1006                                    | 33,41 %                                 | 4                                       |
|                                         | Vox                                      | 249                                     | 8,26 %                                  | 1                                       |

### Alcaldes
| Legislatura | Nombre                                                                     | Grupo      |
| ----------- | -------------------------------------------------------------------------- | ---------- |
| 1979-1983   | José López García                                                          | UCD        |
| 1983-1987   | Francisco Ortega Ibáñez                                                    | AP/PDP/UL  |
| 1987-1991   | José Antonio Moreno Rodríguez                                              | PSOE       |
| 1991-1995   | José Antonio Moreno Rodríguez                                              | PSOE       |
| 1995-1999   | José Sánchez Rivas                                                         | PSOE       |
| 1999-2003   | José Sánchez Rivas                                                         | PSOE       |
| 2003-2007   | José Sánchez Rivas                                                         | CPM        |
| 2007-2011   | José Sánchez Rivas (2007-2009) María José Sánchez Sánchez (2009-2011)      | CPMAL PSOE |
| 2011-2015   | Juan María Rivas Moreno (2011-2014) María José Sánchez Sánchez (2014-2015) | PP PSOE    |
| 2015-2019   | María José Sánchez Sánchez                                                 | PSOE       |
| 2019-2023   | María José Sánchez Sánchez                                                 | PSOE       |
| 2023-act.   | María José Sánchez Sánchez                                                 | PSOE       |

## Comunicaciones

### Carreteras
Las principales vías de comunicación que transcurren por el municipio son:
| Identificador | Denominación                    | Itinerario             |
| ------------- | ------------------------------- | ---------------------- |
| A-7           | Autovía del Mediterráneo        | Algeciras - Barcelona  |
| N-340         | Carretera del Mediterráneo      | Cádiz - Barcelona      |
| A-345         | Carretera de Cádiar a La Rábita | Cádiar - La Rábita     |
| A-4131        | De A-348 a Albuñol              | Los Tablones - Albuñol |

Algunas distancias entre Albuñol y otras ciudades:
| Ciudades | Distancia (km) |
| -------- | -------------- |
| Motril   | 43             |
| Almería  | 75             |
| Granada  | 101            |
| Jaén     | 193            |
| Murcia   | 293            |

## Servicios públicos

### Sanidad
El municipio cuenta con un centro de salud  —con servicio de urgencias— en la carretera de Órgiva s/n, y con tres consultorios médicos de atención primaria situados uno en la calle Castillo s/n, de La Rábita; otro en la calle del Barrio n.º 17, de El Pozuelo; y el otro en la plaza s/n de Los Castillas, dependientes todos ellos del Área de Gestión Sanitaria Sur de Granada. El área hospitalaria de referencia es el Hospital Santa Ana de Motril.

### Educación
Los centros educativos que hay en el municipio son:
| Denominación genérica                    | Nombre del centro   | Naturaleza | Dirección                      |
| ---------------------------------------- | ------------------- | ---------- | ------------------------------ |
| Centro de educación permanente           | CEPER Cehel         | Público    | Ctra. de Almería, 5            |
| Colegio de educación infantil y primaria | CEIP Natalio Rivas  | Público    | Ctra. del Visillo, 8           |
| Colegio de educación infantil y primaria | CEIP Virgen del Mar | Público    | C/ Cerro, s/n. La Rábita       |
| Colegio público rural                    | CPR Las Ramblas     | Público    | C/ del Barrio, s/n. El Pozuelo |
| Escuela infantil                         | EI La Alpujarra     | Público    | Barrio de Pijiros, s/n         |
| Escuela infantil                         | EI La Rábita        | Público    | C/ La Torre, s/n. La Rábita    |
| Instituto de educación secundaria        | IES La Contraviesa  | Público    | C/ Instituto, s/n              |

## Cultura
Entre las tradiciones del municipio se encuentran las actividades artesanales muy arraigadas en la zona como la manufactura con esparto o con otros materiales. También es conocido la gran tradición vinícola de la zona, muy peculiar por su sabor y graduación.
Entre los monumentos del municipio, uno de los fundamentales es la parroquia de San Patricio cuyo origen se encuentra en el siglo XV. Fue construida en 1616 en estilo dórico y consagrada por el párroco Pedro Mercado. Posteriormente, fue reconstruida en 1803 por el arquitecto Juan de Mata Velasco. Tiene tres naves en cruz latina, doce altares, dos torres y una bóveda en el presbiterio.
Durante los años cincuenta del pasado siglo, la oferta cultural y de ocio era escasa y sólo una tienda ponía a la venta periódicos, revistas y tebeos, sobre todo de la Editorial Maga.

### Fiestas

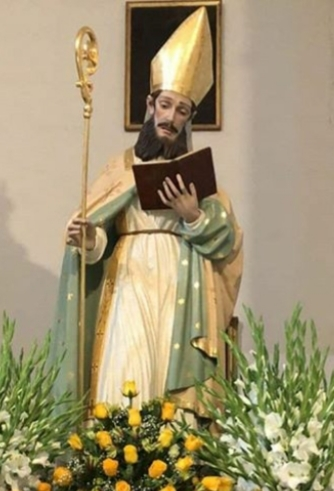
Imagen de San Patricio, patrón de Albuñol

A pesar de ser un pueblo pequeño, Albuñol tiene diversas festividades a lo largo de todo el año. Se celebra cada año sus fiestas patronales el 17 de marzo en honor a San Patricio, con una procesión por las calles del pueblo en la que se saca la imagen del patrón junto con la de San José.
Otras fiestas destacadas son el 25 de abril, día de San Marcos, protector del ganado; el primer fin de semana de agosto se celebra la feria de verano; y del 30 de octubre al 1 de noviembre se celebra la Feria del Ganado.
En 1986 tuvo lugar, en esta población, el V Festival de Música Tradicional de la Alpujarra.

## Hermanamientos
- Alhucemas, Marruecos
- Arcila, Marruecos
- Ifrán, Marruecos